# Чуплега
Чуплега — река в Холмогорском районе Архангельской области России. Длина реки — 99 км, площадь бассейна — 786 км².
Протекает по территории Белогорского сельского поселения. Впадает в Пинегу по правому берегу в 46 км от её устья (на 1 км выше устья реки Чуга). В устье реки находится деревня Леуново. Питание смешанное, с преобладанием снегового. Крупнейшие притоки: Серга, Урез, Лохтурга. Близ устья реку пересекает мост участка «Белогорский — Пинега» автодороги «Архангельск — Кимжа — Мезень».